# Naughty Girl (Holly Valance)
Naughty Girl, in italiano "Ragazza Cattiva" è il terzo e ultimo singolo estratto da "Footprints", album di debutto di Holly Valance. La traccia è prodotta dal produttore inglese Phil Thornalley ed è scritta da Grant Black, Cozi Costi, Deborah Ffrench, Brio Taliaferro. "Naughty Girl" riscuote medio successo se paragonato ai precedenti due singoli "Kiss Kiss" e "Down Boy", ma riesce comunque a raggiungere la posizione numero 3 in Australia e la numero 16 in UK. La versione contenuta nel singolo è diversa da quella contenuta nell'album: vengono infatti aggiunti effetti musicali diversi e background vocals aggiuntive e viene cambiato il finale della canzone.

## Il video
Il video è diretto da Jake Nava e si ambienta in una metropoli. Nelle prime scene si vede la Valance che canta guardando fuori da dietro il vetro di una finestra e la sua immagine viene proiettata su diversi mega schermi. La gente che passa la guarda. Poi viene ritratta lei che canta su un mega schermo pubblicitario in bianco e nero, accennando alcuni semplici passi di danza e tenendo giù il corto vestito nero che viene sollevato dal vento. Vengono mostrate altre scene, sempre su cartelloni pubblicitari e mega schermi dove la Valance continua a cantare. Il video finisce con l'immagine di Holly in bianco e nero che guarda la telecamera.

## Posizioni in classifica
| Chart (2002/2003)         | Peak Position |
| ------------------------- | ------------- |
| Australia Singles Chart   | 3             |
| Austria Singles Chart     | 56            |
| Finland Singles Chart     | 14            |
| Germany Singles Chart     | 52            |
| Italy Singles Chart       | 27            |
| Netherlands Singles Chart | 39            |
| Spain Singles Chart       | 19            |
| UK Singles Chart          | 16            |

## Formati del singolo e tracce
Europe CD 01
1. Naughty Girl (Single Mix) — 03:23
2. Naughty Girl (Ernie Lake Hustle Mix) — 05:41
3. Naughty Girl (E&B Vocal Dub) — 05:40
4. Naughty Girl (Bare Brush Remix) — 04:56

Europe CD 02
1. Naughty Girl (Single Mix) — 03:23
2. Naughty Girl (K-Klass Radio Edit) — 03:48
3. Twist — 03:46
4. Naughty Girl (Official Music Video)

Europe 2-Tracks CD
1. Naughty Girl (Single Mix) — 03:23
2. Naughty Girl (Crash Full-length Vocal Mix) — 07:25

Australia Limited Edition CD
1. Naughty Girl (Single Mix) — 03:23
2. Naughty Girl (Ernie Lake Hustle Mix) — 05:41
3. Naughty Girl (E&B Vocal Dub) — 05:40
4. Naughty Girl (Bare Brush Remix) — 04:56

Questa versione contiene anche un piccolo calendario con le foto promozionali dell'album "Footprints"
Musi-cassetta
1. Naughty Girl (Single Mix) — 03:23
2. Naughty Girl (K-Klass Solar Vocal Mix) — 07:16

Europe/Asia Promo CD
1. Naughty Girl (Single Mix) — 03:23

Australia Promo CD
1. Naughty Girl (Single Mix) — 03:23
2. Naughty Girl (Album Version) — 03:20

Vinyl Promo Remixes 01
1. Naughty Girl (E&B Vocal Dub) — 05:40
2. Naughty Girl (Ernie Lake Hustle Mix) — 05:41
3. Naughty Girl (Bare Brush Remix) — 04:56

Vinyl Promo Remixes 02
1. Naughty Girl (K-Klass Solar Vocal Mix) — 07:16
2. Naughty Girl (Crash Club Mix) — 07:26
3. Naughty Girl (K-Klass Detention Dub) — 06:16

Promo Vinyl
1. Naughty Dub

## Remix e versioni ufficiali
- Album Version — 03:20
- Single Mix — 03:23
- Naughty Dub
- Bare Brush Remix — 04:56
- Crash Club Mix — 07:26
- Crash Radio Edit — 04:28
- Crash Full-length Vocal Mix — 07:25
- E&B Vocal Mix — 05:39
- E&B Vocal Dub — 05:40
- Ernie Lake Hustle Mix — 05:41
- K-Klass Radio Edit — 03:48
- K-Klass Solar Vocal Mix — 07:16
- K-Klass Detention Dub — 06:16